# タンイエン県
タンイエン県（タンイエンけん、ベトナム語：Huyện Tân Yên / 縣新安?）は、ベトナム社会主義共和国バクザン省の県。面積は203.7 km²、人口は162,500人（2018年）である。